# Saison 4 de New York, police judiciaire
Chronologie
Saison 3 Saison 5
La quatrième saison de New York, police judiciaire, série télévisée américaine, est constituée de vingt-deux épisodes, diffusée du 15 septembre 1993 au 25 mai 1994 sur NBC.

## Distribution

### Acteurs principaux
- Jerry Orbach : détective Lennie Briscoe
- Chris Noth : détective Mike Logan
- S. Epatha Merkerson : lieutenant Anita Van Buren
- Michael Moriarty : premier substitut du procureur Benjamin Stone
- Jill Hennessy : substitut du procureur Claire Kincaid
- Steven Hill : procureur Adam Schiff
- Carolyn McCormick : Dr. Elizabeth Olivet

## Épisodes

### Épisode 1:Silence, on tue
- États-Unis : 15 septembre 1993 sur NBC

### Épisode 2:Le Clochard
- États-Unis : 29 septembre 1993 sur NBC

### Épisode 3:Malentendu
- États-Unis : 6 octobre 1993 sur NBC

### Épisode 4:Le Blues de l'assassin
- États-Unis : 13 octobre 1993 sur NBC

### Épisode 5:Justice à deux vitesses
- États-Unis : 20 octobre 1993 sur NBC

### Épisode 6:La Fierté de la famille
- États-Unis : 27 octobre 1993 sur NBC

### Épisode 7:L'Agneau de Dieu
- États-Unis : 3 novembre 1993 sur NBC

### Épisode 8:La Fin d'un rêve
- États-Unis : 9 novembre 1993 sur NBC

### Épisode 9:L'Enfer des anges
- États-Unis : 16 novembre 1993 sur NBC

### Épisode 10:La Recherche du bonheur
- États-Unis : 1er décembre 1993 sur NBC

### Épisode 11:Au bénéfice du doute
- États-Unis : 5 janvier 1994 sur NBC

### Épisode 12:Fils indigne
- États-Unis : 12 janvier 1994 sur NBC

### Épisode 13:Vol à l'adoption
- États-Unis : 19 janvier 1994 sur NBC

### Épisode 14:Motion de censure
- États-Unis : 2 février 1994 sur NBC

### Épisode 15:Défends-toi, mon fils
- États-Unis : 9 février 1994 sur NBC

### Épisode 16:Le Big Bang
- États-Unis : 2 mars 1994 sur NBC

### Épisode 17:Calibre 44
- États-Unis : 9 mars 1994 sur NBC

### Épisode 18:Le Pari
- États-Unis : 30 mars 1993 sur NBC

### Épisode 19:Délit de fuite
- États-Unis : 13 avril 1994 sur NBC

### Épisode 20:Éducation
- États-Unis : 4 mai 1994 sur NBC

### Épisode 21:Au nom de l'amitié
- États-Unis : 18 mai 1994 sur NBC

### Épisode 22:La Rémission
- États-Unis : 25 mai 1994 sur NBC